# Endrik Wottrich
Endrik Wottrich (* 13. Oktober 1964 in Celle; † 26. April 2017 in Berlin) war ein deutscher Opernsänger (Tenor).

## Leben
Endrik Wottrich studierte Gesang bei Ingeborg Hallstein und Violine in Würzburg. Mit einem Stipendium der Deutschen Studienstiftung setzte er seine Gesangsausbildung an der Juilliard School in New York bei Daniel Ferro fort.
Im September 1992 gab er sein Bühnendebüt in der Partie des Cassio in der Oper Otello am Staatstheater Wiesbaden. Dort sang er in der Spielzeit 1992/93 als Alternativbesetzung auch die männliche, jugendlich-heldentenorale Titelrolle des Mathias Freudhofer in der Oper Der Evangelimann, wobei sein „baritonal-kerniger Tenor weitgehend mühelos die heldischen Hürden der Titelpartie überwand, aber auch den nötigen lyrischen Schmelz besaß“. Außerdem übernahm er in derselben Spielzeit als „ansprechende“ Neubesetzung die Rolle des Cassio in der Verdi-Oper Otello. Anschließend war er von 1993 bis 1999 an der Berliner Staatsoper Unter den Linden engagiert. Ein wichtiges Rollendebüt für Wottrich stellte in der Spielzeit 2000/01 die Titelrolle in der Oper Don Carlo an der Oper Bonn dar. In einer Produktion der Oper Zürich (Wiener Festwochen 1997) war Wottrich der Alfonso in Franz Schuberts gleichnamiger Oper.
Bei den Bayreuther Festspielen debütierte er 1996 als Junger Seemann in Wagners Tristan und Isolde und sang danach bis 2009 regelmäßig in Bayreuth. Im Sommer 2001 sang er bei den Bayreuther Festspielen unter der Leitung von Christian Thielemann erstmals den Walther von Stolzing in Die Meistersinger von Nürnberg.
Wottrich sang die Titelrolle in Wagners Oper Tannhäuser an der Mailänder Scala und Florestan (Fidelio) am Royal Opera House Covent Garden in London. Sein Debüt als Siegmund in Wagners Walküre gab er an der Staatsoper Dresden, den Parsifal sang er erstmals in Oslo. Während der Proben für die Bayreuther Festspiele 2004 kam es zu einer heftigen Auseinandersetzung mit Parsifal-Regisseur Christoph Schlingensief. In der Erstaufführung des Tristan im Teatro San Carlo in Neapel unter Zubin Mehta sang er 2015 die Titelrolle, in der Oper Leipzig war er der Arindal in Wagners Die Feen. Einen seiner letzten Bühnenauftritte hatte Wottrich als Hagenbach in der Produktion von Alfredo Catalanis La Wally an der Wiener Volksoper.

## Privates
Vor 2008 war Wottrich eine Weile mit Katharina Wagner liiert, die später Leiterin der Bayreuther Festspiele wurde.